# Schou Company
Jørgen Schou Holding A/S og datterselskabet Schou Company A/S er en dansk handelsvirksomhed, der handler med isenkram, køkkenudstyr, interiør, fitnessmaskiner, haveudstyr, havemaskiner, værktøj, havemøbler, campingudstyr og meget andet. Det gør de som grossist, hvor de importerer varer fra Kina, som de sælger til detailhandelsvirksomheder i Nordeuropa. Varerne er tilgængelige i detailhandlen under en række brands: Day, Outfit, Envy, Vila, Grouw, Dangrill, Probuilder, Inshape og Outfit Camping.
Virksomheden fungerer som importør for andre virksomheder, der ønsker deres egne brands. Etc. importerer de Adano og Garden produkter for Harald Nyborg-koncernen. Schou samarbejder med Lars Larsen Group, der indtil 2020 var delejer af virksomheden. Siden 2020 er Schou-koncernen helejet af familien Schou. I 2023 åbnede de nyt lager "Vision Park" på 100.000 m2. ved Kolding.
Historien begyndte i 1963, da købmanden Andreas Schou grundlagde Schou
isenkram i Vamdrup. De efterfølgende år vækster virksomheden og i 1991 blev den overdraget til sønnen Jørgen Schou.
I 2024 havde Schou-koncernen 436 ansatte og en omsætning på over 3,1 mia. kroner.

## Ekstern henvisning
- Officiel hjemmeside (dansk)